# Sven Klingas levnadsöde
Sven Klingas levnadsöde är en svensk film från 1926 i regi av Albin Malmström.

## Om filmen
Långfilmen beställdes av Postsparbanken i Stockholm, och den spelades in av Walfrid Arvidsson.

## Rollista
- Paul Seelig – Sven Klinga
- Mimi Pollak – hans hustru
- Åke West – Sven som barn
- Nils Lundell
- Sven Ingels
- Wictor Hagman
- Mathias Taube
- Emmy Albiin